# La baia di Eva
La baia di Eva (Eve's Bayou) è un film del 1997 scritto e diretto da Kasi Lemmons, al suo esordio alla regia.

## Trama
Eve Batiste è una piccola afroamericana di 10 anni che vive in una piccola cittadina della Louisiana, assieme al padre Louis, stimato medico del paese, la madre Roz, la sorella maggiore Cisely e la plurivedova zia Mozelle. Attraverso lo sguardo disincantato della bambina si dipana la storia della sua famiglia, fra tradimenti, riti voodoo e sensitive, fino al sanguinoso epilogo.

## Premi
- Independent Spirit Awards 1998:
  - Miglior film d'esordio
  - Miglior attrice non protagonista a Debbi Morgan
- National Board of Review Awards 1997
  - Miglior regista esordiente
- Critics' Choice Movie Awards 1998
  - Miglior giovane attrice a Jurnee Smollett
- Chicago Film Critics Association Awards 1998
  - Miglior attrice non protagonista a Debbi Morgan

Nel 2018 è stato scelto per la conservazione nel National Film Registry della Biblioteca del Congresso degli Stati Uniti.